# Federação de Futebol da Guiné-Bissau
Die Federação de Futebol da Guiné-Bissau (FFGB) ist der Fußball-Sportverband in Guinea-Bissau. 
Der Verband wurde 1974 gegründet. 1986 trat die FFGB sowohl dem Kontinentalverband CAF als auch dem Weltverband FIFA bei. Die FFGB organisiert die nationale Fußball-Liga Campeonato Nacional da Guiné-Bissau, den Landespokal Taça Nacional da Guiné-Bissau und den nationalen Supercup Super Taça Nacional. Zudem betreut der Verband die Guinea-bissauische Fußballnationalmannschaft. Aktueller Präsident ist Manuel Lopes Nascimento.